# أكاديمية الفنون الجميلة في أوربينو
أكاديمية الفنون الجميلة أوربينو (بالإيطالية: Accademia di Belle Arti di Urbino) هي أكاديمية للفنون الجميلة تقع في أوربينو، إيطاليا. تأسست عام 1967.

## وصلات خارجية
الموقع الرسمي